# 太田市立城西小学校
太田市立城西小学校 (おおたしりつじょうさいしょうがっこう)は、群馬県太田市の公立小学校である。

## 概要
1986年4月1日、太田市内18番目の小学校として開校した。
プールには太田市内の小学校で唯一、滑り台の設備がある。

## 沿革
- 1986年（昭和61年）
  - 4月1日 - 開校。
  - 5月30日 - 体育館完成。
  - 6月7日 - PTA設立総会。
  - 7月30日 - 大小プール完成。
  - 10月19日 - 開校記念秋季大運動会。
  - 11月15日 - 開校記念式典挙行。
  - 11月16日 - 開校記念学芸発表会開催。
- 1987年（昭和62年）
  - 3月25日 - 校歌歌碑除幕式挙行。
  - 5月2日 - 心身障害児育成会支部結成。
- 1988年（昭和63年）
  - 2月5日 - 小鳥小屋完成。
  - 3月10日 - 庭園花壇完成。
  - 3月25日 - 校歌額掲額（体育館）。
  - 4月30日 - 城西小を育てる会設立。
  - 10月20日 - 学校・家庭連携推進会議発会式。
- 1989年（平成元年）
  - 10月5日 - 道徳資料室完成。
  - 3月30日 - 校庭東側防球ネット延長工事完成。
- 1990年（平成2年）
  - 10月1日 - 開校5周年記念秋季大運動会開催。
  - 10月31日 - すべり台完成。
  - 11月17日 - 開校5周年記念式典挙行し、玄関前校章披露。
- 1991年（平成3年）10月30日 - 観察池完成
- 1992年（平成4年）
  - 3月31日 - ふれあい広場が中庭に造成。
  - 10月31日 - 屋外便所完成。
- 1993年（平成5年）10月30日 - 兎小屋完成。
- 1994年（平成6年）8月16日 - 生活科用砂場完成。
- 1995年（平成7年）
  - 9月24日 - 開校10周年記念秋季大運動会開催。
  - 9月27日 - 校名看板設置。
  - 10月21日 - 開校10周年記念式典挙行。
  - 12月19日 - 記念碑「はばたけ未来へ」の設立。
- 1997年（平成9年）
  - 9月1日 - コンピュータ室開設。
  - 11月1日 - バスケットリング設置。
- 1999年（平成11年）1月14日 - チェーンネット設置。
- 2000年（平成12年）
  - 10月1日 - インターネットで接続される。
  - 11月 - 学校ホームページ公開。
- 2003年（平成15年）2月17日 - 校名看板設置（北門）。
- 2005年（平成17年）
  - 3月15日 - 学童保育所を学校敷地内に建設し、4月開校。
  - 10月11日 - 開校20周年記念式典挙行し、記念講演開催。
- 2006年（平成18年）8月27日 - 裏校舎3階多目的ホールを2教室に改装。
- 2008年（平成20年）5月29日 - プール塗装工事。
- 2010年（平成22年）2月26日 - ふれあいパトロール隊発足。
- 2012年（平成24年）2月14日 - 増築校舎完成（6教室・トイレ・エレベータ）。
- 2015年（平成27年）10月7日 - 開校30周年記念式典挙行し、記念コンサート開催。

## 学区
出典
- 新野町
- 城西町
- 新道町の一部
- 脇屋町

## 周辺
- 太田市鶏之郷行政センター - 敷地が隣接
- 鶏之郷スポーツセンター - 敷地が隣接
- 蛇川
- 太田市立太田産業技術専門校
- 前橋地方法務局太田支局
- 太田地方合同庁舎
- 太田警察署
- 待矢場両堰土地改良区中央管理事務所
- 太田市消防本部
- 太田市立城西中学校
- 学校教育センター

## アクセス
- 東武鉄道桐生線三枚橋駅から、徒歩約1km・約15分。